# Хижківська сільська рада
Хижкі́вська сільська́ ра́да — колишній орган місцевого самоврядування в Конотопському районі Сумської області. Адміністративний центр — село Хижки.

## Загальні відомості
- Населення ради: 555 осіб (станом на 2001 рік)

## Населені пункти
Сільській раді підпорядковані населені пункти:
- с. Хижки
- с. Прилужжя

## Склад ради
Рада складається з 12 депутатів та голови.
- Голова ради: Рябко Юрій Павлович
- Секретар ради: Лебідь Тетяна Петрівна

### Керівний склад попередніх скликань
| Прізвище, ім'я, по батькові        | Основні відомості                                                         | Дата обрання | Дата звільнення |
| ---------------------------------- | ------------------------------------------------------------------------- | ------------ | --------------- |
| Здоровцова Валентина Володимирівна | Сільський голова, 1957 року народження, освіта вища, член Народної партії | 26.03.2006   | 31.10.2010      |
| Здоровцова Валентина Володимирівна | Сільський голова, 1957 року народження, освіта вища, член Партії регіонів | 31.10.2010   | 26.03.2014      |
| Рябко Юрій Павлович                | Сільський голова, 1966 року народження, освіта вища, безпартійний         | 28.12.2014   |                 |

Примітка: таблиця складена за даними сайту Верховної Ради України